# Шейбухта
Шейбухта́ (рос. Шейбухта) — село у складі Міжріченського району Вологодської області, Росія. Входить до складу Сухонського сільського поселення.

## Населення
Населення — 369 осіб (2010; 473 у 2002).
Національний склад (станом на 2002 рік):
- росіяни — 92 %